# Géresi Krisztián
Géresi Krisztián (Székesfehérvár, 1994. június 14. –) visszavonult magyar válogatott labdarúgó, több poszton bevethető.

## Pályafutása

### Klubcsapatokban

#### Videoton
2013. óta a Videoton FC felnőtt csapatának tagja. 2015. november 28-án, az MTK ellen mutatkozott be az NB I-ben. Összesen 81 tétmeccsen játszott, 62 első osztályú mérkőzésén 9 gólt szerzett és 10 gólpasszt adott. Háromszor eredményes volt Európa-liga-selejtezőkben és egyszer a Magyar Kupában is.
2017-ben gerincsérülés miatt megműtötték és közel másfél évet hagyott ki.

#### Puskás Akadémia
A 2020–2021-es idény közben a Puskás Akadémia kölcsönjátékosa lett. Első bajnoki mérkőzésén, 2021. január 30-án csereként beállva győztes gólt szerzett az MTK elleni mérkőzésen. 

#### Vasas
2022. június 10-én nyilvánosságra hozták, hogy a Vasashoz igazolt.
2023. június 9-én közölték, hogy a felek közös megegyezéssel szerződést bontanak.

#### Szeged-Csanád Grosics Akadémia
2023 februárjában a Szeged-Csanád Grosics Akadémia kölcsönvette őt a szezon végéig.

#### Nyíregyháza Spartacus
2023. július 10-én bejelentették, hogy a Nyíregyháza Spartacusban folytatja pályafutását. Az akkor 29 éves labdarúgó 2 éves szerződést írt alá a klubbal. A 2024–2025-ös szezonban a gerincsérülése miatt nem tudott pályára lépni. 2025. június 14-én egy Nemzeti Sportnak adott interjúban bejelentette, hogy harmadik gerincműtéte után szerződése lejártával visszavonul a profi labdarúgástól.

### A válogatottban
2016-ban három alkalommal lépett pályára a magyar U21-es labdarúgó-válogatottban. 2021 márciusában meghívót kapott Marco Rossi szövetségi kapitánytól a lengyel, San Marinó-i és az andorrai válogatottak elleni válogatott mérkőzésekre készülő magyar válogatott 26 fős keretébe. San Marinó ellen debütált, a csapatkapitány Szalai Ádámot váltotta a 85. percben.

## Statisztika

### Klubcsapatokban
| Klub                           | Szezon   | Bajnokság     | Bajnokság | Kupa          | Kupa  | Ligakupa      | Ligakupa | Nemzetközi kupa | Nemzetközi kupa | Összesen      | Összesen |
| Klub                           | Szezon   | Pályára lépés | Gólok     | Pályára lépés | Gólok | Pályára lépés | Gólok    | Pályára lépés   | Gólok           | Pályára lépés | Gólok    |
| ------------------------------ | -------- | ------------- | --------- | ------------- | ----- | ------------- | -------- | --------------- | --------------- | ------------- | -------- |
| Videoton II                    |          |               |           |               |       |               |          |                 |                 |               |          |
| 2012–13                        | 0        | 0             | 0         | 0             | 1     | 0             | –        | –               | 1               | 0             |          |
| 2013–14                        | 23       | 3             | 0         | 0             | –     | –             | –        | –               | 23              | 3             |          |
| 2014–15                        | 23       | 9             | 0         | 0             | –     | –             | –        | –               | 23              | 9             |          |
| 2015–16                        | 17       | 11            | 0         | 0             | –     | –             | –        | –               | 17              | 11            |          |
| 2016–17                        | 3        | 1             | 0         | 0             | –     | –             | –        | –               | 3               | 1             |          |
| 2017–18                        | 1        | 2             | 0         | 0             | –     | –             | –        | –               | 1               | 2             |          |
| 2020–21                        | 6        | 3             | 0         | 0             | 0     | 0             | –        | –               | 6               | 3             |          |
| 2021–22                        | 4        | 3             | 0         | 0             | 0     | 0             | –        | –               | 4               | 3             |          |
| Összesen                       | 77       | 32            | 0         | 0             | 1     | 0             | –        | –               | 78              | 32            |          |
| Videoton                       |          |               |           |               |       |               |          |                 |                 |               |          |
| 2014–15                        | 0        | 0             | 0         | 0             | 3     | 1             | –        | –               | 3               | 1             |          |
| 2015–16                        | 13       | 2             | 0         | 0             | –     | –             | 0        | 0               | 13              | 2             |          |
| 2016–17                        | 30       | 6             | 1         | 0             | –     | –             | 6        | 2               | 37              | 8             |          |
| 2017–18                        | 13       | 1             | 3         | 0             | –     | –             | 4        | 1               | 20              | 2             |          |
| 2020-21                        | 5        | 0             | 2         | 1             | -     | -             | 1        | 0               | 8               | 1             |          |
| 2021–22                        | 2        | 0             | 0         | 0             | –     | –             | 0        | 0               | 2               | 0             |          |
| Összesen                       | 63       | 9             | 6         | 1             | 3     | 1             | 11       | 3               | 83              | 14            |          |
| Puskás Akadémia                | 2020–21  | 12            | 3         | 1             | 0     | –             | –        | 0               | 0               | 13            | 3        |
| Puskás Akadémia                | 2021–22  | 6             | 0         | 0             | 0     | –             | –        | 0               | 0               | 6             | 0        |
| Puskás Akadémia                | Összesen | 18            | 3         | 1             | 0     | –             | –        | 0               | 0               | 19            | 3        |
| Vasas                          | 2022–23  | 9             | 0         | 2             | 0     | –             | –        | 0               | 0               | 11            | 0        |
| Vasas                          | Összesen | 9             | 0         | 2             | 0     | –             | –        | 0               | 0               | 11            | 0        |
| Vasas II                       | 2022–23  | 2             | 1         | –             | –     | –             | –        | –               | –               | 2             | 1        |
| Vasas II                       | Összesen | 2             | 1         | –             | –     | –             | –        | –               | –               | 2             | 1        |
| Szeged-Csanád Grosics Akadémia | 2022–23  | 14            | 5         | 0             | 0     | –             | –        | –               | –               | 14            | 5        |
| Szeged-Csanád Grosics Akadémia | Összesen | 14            | 5         | 0             | 0     | –             | –        | –               | –               | 14            | 5        |
| Nyíregyháza Spartacus          | 2023–24  | 21            | 10        | 2             | 1     | –             | –        | –               | –               | 23            | 11       |
| Nyíregyháza Spartacus          | Összesen | 21            | 10        | 2             | 1     | –             | –        | –               | –               | 23            | 11       |
| Karrier összesen               |          | 204           | 60        | 11            | 2     | 4             | 1        | 11              | 3               | 230           | 66       |

### Mérkőzései a válogatottban
| Magyarország | Magyarország      | Magyarország                | Magyarország | Magyarország | Magyarország | Magyarország | Magyarország | Magyarország |
| #            | Dátum             | Helyszín                    | Hazai        | Eredmény     | Vendég       | Kiírás       | Gólok        | Esemény      |
| ------------ | ----------------- | --------------------------- | ------------ | ------------ | ------------ | ------------ | ------------ | ------------ |
| 1.           | 2021. március 28. | Serravalle, Stadio Olimpico | San Marino   | 0 – 3        | Magyarország | vb-selejtező | -            | 85'          |
|              | Összesen          |                             |              | 1            | mérkőzés     |              | 0            | gól          |

## Sikerei, díjai
Fehérvár FC
- Magyar bajnok (1): 2017–18

 Puskás Akadémia
- NB I ezüstérmes (1): 2020–21
- NB I bronzérmes (1): 2021–22

 Nyíregyháza
- NB II bajnok (1): 2023–24